# Apex Aviation
Pour les articles homonymes, voir APEX.
La société APEX Aviation (APEX Aircraft) était une société holding à capitaux français familiaux, dédiée à la réalisation d'avions de loisirs certifiés.

## Présentation
Les marques du groupe APEX Aircraft sont les suivantes :
- APEX International
- APEX Aircraft
- APEX Industries
- CAP Industries

Elle est issue des rachats de Centrair et Avions Pierre Robin (en 1988) et de Avions Mudry (en 1997). Apex est devenu un acteur important dans le monde de l'aviation légère, activité qui connait cependant une baisse régulière depuis plusieurs années pour des raisons de coûts de maintenance, de formation et de prix des carburants.
Apex ayant investi dans les moteurs Diesel allemands Thielert a subi de plein fouet la faillite du motoriste. Ce coup rude intervient après des difficultés à la suite de l'affaire des longerons des DR400.

## Histoire
Le 9 septembre 2008, Apex Aicraft est en liquidation, ce qui provoque l'immobilisation de certains avions de club, les pièces détachées commençant à manquer. Le service des pièces de rechange sera théoriquement assuré par la société CEAPR, propriétaire des fonds de commerce.
En décembre 2008, Jean Claude Roussel alors président de la Fédération française aéronautique, publie un communiqué de presse intitulé "lettre ouverte à tous ceux qui ont une responsabilité dans l’avenir de l’aviation légère en France" et tente de faire prendre conscience au tribunal de commerce de Dijon que "cette liquidation risque d’être celle d’une activité : l’aviation légère sportive et de loisir".
Depuis janvier 2009, une partie de la société a été rachetée et le problème des pièces détachées semble trouver une solution.
La FFA (Fédération Française de l'Aeronautique), cherche une solution pour APEX, elle est prête à financer une reprise pérenne de la société. Il y va d'une grande partie de l'aviation légère en France mais aussi dans certains pays d'Europe.
Le 16 mars 2012 Robin Aircraft a livré son premier avion.